# Carla Stellweg
Carla Margareta Stellweg (Bandung, 1942) is een Nederlandse schrijfster, kunsthistoricus, galeriehouder en curator die vooral in Mexico en de Verenigde Staten heeft gewerkt. Ze stimuleerde de waardering voor eigentijdse Latijns-Amerikaanse kunst, zowel in Mexico, in de Verenigde Staten alsook daarbuiten.

## Biografie

### Jeugd en opleiding
Stellweg werd geboren in Bandung (Nederlands-Indië) als dochter van landbouwdeskundige Carl August Stellweg en Toos de Iongh. Haar vader was een broer van Cri Stellweg. Vanwege de Japanse bezetting vluchtte de familie via Singapore naar Nederland. Ze doorliep het Grotius Lyceum in Den Haag. In 1958 emigreerde ze met haar familie naar Mexico waar haar vader als deskundige van de FAO een betrekking kreeg bij het Instituto Mexicano del Café. Stellweg studeerde kunstgeschiedenis aan de Universidad de las Américas in Mexico-Stad.

### Carrière als curator
Stellweg begon haar carrière in 1965 als assistent-curator bij Fernando Gamboa, een museoloog die internationale tentoonstellingen organiseerde over Mexico en de Mexicaanse kunst en cultuur. Stellweg assisteerde Gamboa onder andere met het Mexicaanse paviljoen op de Expo 67, de Wereldtentoonstelling van1968 en de Expo 70 en tijdens de Biënnale van Venetië in 1968 waar Rufino Tamayo speciale gast was.
In 1973 richtte ze Artes Visuales op, het eerste tweetalige tijdschrift (spaans-engels), voor eigentijdse beeldende kunst in Latijns-Amerika. Vanaf 1975 organiseerde Stellweg baanbrekende seminars om feministische uitingen in de Mexicaanse kunst te behandelen. In 1976 wijdde Stellweg een nummer van Artes Visuales aan de bijdrage van vrouwen aan de hedendaagse kunst.
In 1979 werd Stellweg adjunct-directeur van het nieuwe  Rufino Tamayo Museum. In 1982 verhuisde ze naar New York. Van 1983 tot 1985 was ze mede-eigenaar en directeur van de Stellweg-Seguy Gallery in SoHo. Ze werd de hoofdcurator van het Museo de Arte Hispano Contemporáneo (MoCHA) in 1986 en vertrok in 1989 om haar eigen galerie op te richten. De Carla Stellweg Gallery was actief van 1989 tot 1997 en richtte zich op opkomende Latijns-Amerikaanse en Latino-artiesten. 
Van 1997 tot 2001 was Stellweg directeur en curator van het Blue Star Contemporary Art Center in San Antonio. Ook was ze hoogleraar in Visual Critical Studies and Art History aan de School of Visual Arts in New York.
Stellweg werkte als onafhankelijk adviseur onder meer voor de volgende projecten:
- The Latin American Spirit: Art and Artists in the US, 1920-1970,
- Hispanic Art in the United States: Thirty Contemporary Painters and Sculptors

Stellweg heeft onder andere met de volgende artiesten gewerkt:
- Lola Alvarez Bravo
- Manuel Alvarez Bravo
- Tania Bruguera
- Luis Camnitzer
- José Luis Cuevas
- Matías Goeritz

- Graciela Iturbide
- Cildo Meireles
- Ana Mendieta
- Andres Serrano
- Rufino Tamayo
- Francisco Toledo

## Werken
Stellweg is co-auteur van:
- Frida Kahlo: The Camera Seduced, met Elena Poniatowska[9], ook verschenen in het Nederlands als Frida Kahlo: een vrouw voor de camera [10]
- Artes Visuales: una selección facsimilar en homenaje a Fernando Gamboa, met Josefa Ortega[11]
- Looking at the 90's : four views of current Mexican photography, catalogus van gelijknamige tentoonstelling in Blue Star Art Space, 1998.
- Jan Hendrix, met Cuauhtémoc Medina[12]

Stellweg is auteur van een hoofdstuk in:
- Radical Women: Latin American Art 1960-1985, met Cecilia Fajardo-Hill e.a. [13]
- The Latin American Spirit: Art and Artists in the United States, 1920-1970, met Luis R. Cancel e.a. De bijdrage van Stellweg is getiteld "Magnet - New York": arte conceptual, performance, ambiental e instalación de artistas latinoamericanos en Nueva York. Bronx Museum of the Artists, New York 1988.

## Prijzen en Eerbetoon
- Rockefeller fellowship in humanities voor onderzoek aan de Universiteit van Texas in Austin. Dit onderzoek leidde tot de tekst en lezing getiteld If Money Talks Who Does the Exhibition Talking?: 1980s Latin American and Latino Art.
- Het museum Rufino Tamayo organiseerde in Mei 2023 de tentoonstelling "Cultivar" over leven en werk van Carla Stellweg[2][1]

## Nalatenschap
- De Universiteit van Stanford Special Collections schafte Stellweg´s persoonlijke archief aan.[4]
- De bibliotheek van het Museum of Modern Art schafte in 2015 een collectie aan van aankondigingen, uitnodigingen en andere ephemera die het werk van Stellweg documenteren.[14]